# Shravana magnifica
Espèce
Shravana magnifica est une espèce de pseudoscorpions de la famille des Ideoroncidae.

## Distribution
Cette espèce est endémique de la province du Helmand en Afghanistan. Elle se rencontre dans la grotte Ghar-Khvadjah au nord de Gereshk.

## Description
Le mâle holotype mesure 4,08 mm et la femelle paratype 4,47 mm.

## Publication originale
- Harvey, 2016 : The systematics of the pseudoscorpion family Ideoroncidae (Pseudoscorpiones: Neobisioidea) in the Asian region. Journal of Arachnology, vol. 44, no 3, p. 272-329 (texte intégral).